# Dark Horse (chanson de George Harrison)
Cet article concerne la chanson de George Harrison. Pour la chanson de Katy Perry, voir Dark Horse.
Pour les articles homonymes, voir Dark Horse.
Singles de George Harrison
Ding Dong, Ding Dong
(1974) You
(1975)
Pistes de Dark Horse
Ding Dong, Ding Dong Far East Man
Dark Horse est une chanson de George Harrison publiée en 1974 sur l'album du même nom. Elle se caractérise notamment par la voix rauque du chanteur à la suite d'une laryngite. Publiée en single aux États-Unis fin 1974, elle l'est également au Royaume-Uni l'année suivante. Si elle se classe 15e dans les chars américaines, elle ne parvient pas à pénétrer dans les chars britanniques, tout comme l'album dont elle est tirée.
Le terme Dark Horse est une expression anglaise qui désigne un concurrent dont les chances de victoire sont très minces (outsider en français). Les critiques y virent un  clin d'œil à la position qu'occupait jadis Harrison au sein des Beatles. Il s'agissait en fait d'un terme d'argot de Liverpool : le terme désigne un homme ayant des relations sexuelles avec des femmes clandestinement .

## Fiche technique

### Interprètes
- George Harrison : chant, guitare acoustique
- Billy Preston : piano électrique
- Robben Ford : guitare acoustique
- Willie Weeks : basse
- Andy Newmark : batterie
- Jim Keltner : batterie
- Tom Scott : flûte
- Jim Horn : flûte
- Chuck Findley : flûte
- Emil Richards : percussions
- Derrek Van Eaton : harmonies vocales
- Lon Van Eaton : harmonies vocales